# Patricio Hernández
Patricio Jose Hernández (ur. 16 sierpnia 1956 w San Nicolás de los Arroyos) – argentyński piłkarz, reprezentant kraju grający na pozycji pomocnika.

## Kariera klubowa
Karierę piłkarską rozpoczął w 1974 w klubie Estudiantes La Plata. Grał w nim przez osiem lat, a największym sukcesem w barwach tej drużyny było zdobycie mistrzostwo Argentyny w sezonie 1982 Metropolitano. Łącznie zagrał dla Estudiantes w 195 spotkaniach, w których strzelił 56 bramek.
W 1982 wyjechał do Włoch, gdzie podpisał kontrakt z klubem Torino FC. Przez 2 lata w zespole Byków 57 razy pojawiał się na placu gry, 15 razy pokonując bramkarzy rywali. Sezon 1984/85 spędził w Ascoli Calcio, po czym powrócił do ojczyzny, gdzie dołączył do Instituto. Dobra gra w tej drużynie zaprocentował w 1986, kiedy to zasilił szeregi River Plate. Wraz z zespołem tym samym roku wygrał Copa Libertadores oraz zdobył kolejne w karierze Mistrzostwo Argentyny. 
W 1987 zacząć grać dla Argentinos Juniors, z którego przeniósł się Cruz Azul. Dla zespołu Azul wystąpił w 79 spotkaniach, w których strzelił 34 bramki. W 1990 powrócił do Argentinos Juniors. W 1991 na rok został piłkarzem CA Huracán. W 1992 po raz drugi stał się piłkarzem Instituto, w którym zakończył karierę piłkarską.
| Sezon   | Klub                 | Kraj      | Rozgrywki        | Mecze | Bramki |
| ------- | -------------------- | --------- | ---------------- | ----- | ------ |
| 1974    | Estudiantes La Plata | Argentyna | Primera División |       |        |
| 1975    | Estudiantes La Plata | Argentyna | Primera División |       |        |
| 1976    | Estudiantes La Plata | Argentyna | Primera División |       |        |
| 1977    | Estudiantes La Plata | Argentyna | Primera División |       |        |
| 1978    | Estudiantes La Plata | Argentyna | Primera División |       |        |
| 1979    | Estudiantes La Plata | Argentyna | Primera División |       |        |
| 1980    | Estudiantes La Plata | Argentyna | Primera División |       |        |
| 1981    | Estudiantes La Plata | Argentyna | Primera División |       |        |
| 1982    | Estudiantes La Plata | Argentyna | Primera División |       |        |
| 1982/83 | Torino               | Włochy    | Serie A          | 28    | 4      |
| 1983/84 | Torino               | Włochy    | Serie A          | 29    | 11     |
| 1984/85 | Ascoli               | Włochy    | Serie A          | 26    | 2      |
| 1985/86 | Instituto            | Argentyna | Primera División | 10    | 0      |
| 1986/87 | River Plate          | Argentyna | Primera División | 34    | 12     |
| 1987/88 | Argentinos Juniors   | Argentyna | Primera División | 38    | 13     |
| 1988/89 | Cruz Azul            | Meksyk    | Liga MX          | 38    | 27     |
| 1989/90 | Cruz Azul            | Meksyk    | Liga MX          | 34    | 4      |
| 1990/91 | Argentinos Juniors   | Argentyna | Primera División | 31    | 7      |
| 1991/92 | Huracán              | Argentyna | Primera División | 19    | 2      |
| 1992/93 | Instituto            | Argentyna | Primera División |       |        |

## Kariera reprezentacyjna
Hernández karierę reprezentacyjną rozpoczął 12 września 1979 w meczu przeciwko RFN, przegranym 1:2.  Trzy lata później został powołany przez trenera César Luis Menottiego na Mistrzostwa Świata. Podczas hiszpańskiego turnieju pełnił rolę zawodnika rezerwowego. 
Ostatnie spotkanie w narodowych barwach rozegrał 12 maja 1982, a przeciwnikiem była Rumunia. Mecz zakończył się zwycięstwem Argentyny 1:0. Łącznie w latach 1979–1982 zagrał w 10 spotkaniach.
| Mecze i gole w reprezentacji | Mecze i gole w reprezentacji | Mecze i gole w reprezentacji | Mecze i gole w reprezentacji | Mecze i gole w reprezentacji | Mecze i gole w reprezentacji | Mecze i gole w reprezentacji |
| #                            | Data                         | Miasto                       | Przeciwnik                   | Gol                          | Wynik                        | Rozgrywki                    |
| ---------------------------- | ---------------------------- | ---------------------------- | ---------------------------- | ---------------------------- | ---------------------------- | ---------------------------- |
| 1.                           | 12.09.1979                   | Berlin                       | RFN                          |                              | 1:2                          | towarzyski                   |
| 2.                           | 16.09.1979                   | Belgrad                      | Jugosławia                   |                              | 2:4                          | towarzyski                   |
| 3.                           | 12.10.1980                   | Buenos Aires                 | Polska                       |                              | 2:1                          | towarzyski                   |
| 4.                           | 15.10.1980                   | Buenos Aires                 | Czechosłowacja               |                              | 1:0                          | towarzyski                   |
| 5.                           | 11.11.1981                   | Buenos Aires                 | Czechosłowacja               |                              | 1:1                          | towarzyski                   |
| 6.                           | 09.03.1982                   | Mar del Plata                | Czechosłowacja               |                              | 0:0                          | towarzyski                   |
| 7.                           | 24.03.1982                   | Buenos Aires                 | RFN                          |                              | 1:1                          | towarzyski                   |
| 8.                           | 04.04.1982                   | Buenos Aires                 | ZSRR                         |                              | 1:1                          | towarzyski                   |
| 9.                           | 05.05.1982                   | Buenos Aires                 | Bułgaria                     |                              | 2:1                          | towarzyski                   |
| 10.                          | 12.05.1982                   | Rosario                      | Rumunia                      |                              | 1:0                          | towarzyski                   |

## Kariera trenerska
Karierę trenerską rozpoczął w 1992 w Argentinos Juniors. Rok później przejął Gimnasia y Tiro, a od 1994 Lanús. W 1995 wyjechał do Meksyku, gdzie trennował Santos Laguna. W latach 1996–1997 pełnił funkcję pierwszego szkoleniowca zespołów Barcelona SC i Banfield. 
W styczniu 1998 rozpoczął pracę w swoim macierzystym zespole Estudiantes La Plata. Doprowadził zespół do 12. miejsca w Clausurze 1998, podobnie jak w Aperturze 1998. Po sezonie Clausury 1999 odszedł z drużyny ze względu na słabe wyniki. W następnym sezonie przeniósł się do Meksyku do Puebla, gdzie pozostał tylko jeden sezon.
W styczniu 2001 roku przyjął ofertę River Plate dotyczącą pełnienia funkcji zastępcy Américo Gallego. Ostatniego dnia, w meczu z Lanúsem, prowadził zespół ze względu na odejście Gallego po dobrowolnym rozwiązaniu kontraktu, o którym zdecydowała porażka z Huracánem. 
W 2002 roku dołączył do kostarykańskiego klubu Deportivo Saprissa. W kolejnych latach pracował między innymi w Nueva Chicago, ponownie w 2007 w Banfield, oraz w latach 2013–2016 w San Miguel. Ostatni raz jako trener pracował w 2019 w Sportivo Barracas.

## Sukcesy

### Zawodnik
Estudiantes de la Plata
- Mistrzostwo Argentyny (1): 1982 Metropolitano

River Plate
- Mistrzostwo Argentyny (1): 1985/86
- Copa Libertadores (1): 1986